# Le Sanctuaire du Gondwana
Le Sanctuaire du Gondwana est la treizième aventure et le dix-huitième album de la série de bande dessinée Blake et Mortimer, scénarisé par Yves Sente et dessiné par André Juillard, d'après les personnages créés par Edgar P. Jacobs. Il s'agit d'une suite des Sarcophages du 6e continent.
L'aventure fait l'objet d'une prépublication en feuilleton dans le quotidien belge La Dernière Heure/Les Sports à partir du 16 janvier 2008, puis est publiée en album le 28 mars 2008 aux Éditions Blake et Mortimer. L'histoire a été traduite dans une demi-douzaine de langues.
Une roche gravée de signes énigmatiques ramenée par le professeur Philip Mortimer lors de sa dernière aventure en Antarctique le lance sur la piste d'une riche civilisation inconnue datant de plus de 300 millions d'années. Avec l'aide de deux amies, Sarah Summertown et Nastasia Wardynska, le professeur se rend en Afrique subsaharienne, mais un mystérieux homme les suit.

## Résumé
Au Tanganyika (Afrique), le professeur Heidegang découvre dans le lac du cratère du Ngorongoro une entrée secrète menant à une sorte de sanctuaire. Il s'y empare d'une bague comme preuve de sa découverte mais des hommes menaçant apparaissent et il doit fuir, blessé à la cuisse. À Londres, le professeur Philip Mortimer, fatigué et atteint de troubles de la mémoire depuis son expérience dans les sarcophages d'Açoka, se voit recommandé par son docteur de se reposer. Nastasia Wardynska, du CSIR, lui apporte les résultats de l'analyse de la roche qu'il a ramenée d'Antarctique : il s'agit d'une roche d'or et de diamant datant de 350 millions d'années sur laquelle sont gravés des signes énigmatiques qui prouverait l'existence d'une civilisation à cette époque.
Au Centaur Club, Mortimer partage ses découvertes avec son ami le capitaine Francis Blake qui doit se rendre en France pour rencontrer le professeur Labrousse, leur ami météorologue français, à propos de son invention, le Subglacior II. De son côté, Mortimer se rend aux archives du Daily Mail où Mr Stone lui montre un article sur le Pr Heidegang que les paléontologues Mr et Mrs Leaky ont retrouvé délirant et serrant dans sa main une bague gravée des mêmes signes énigmatiques. De retour chez lui, Mortimer se plonge dans la lecture de ses mémoires et découvre que l'écrivain et archéologue amateur Sarah Summertown, avec qui il a eu une aventure dans sa jeunesse, est une amie des Leaky. Aux archives du Daily Mail, un homme mystérieux parvient à consulter l'article sur le Pr Heidegang en se faisant passer pour l'assistant de Mortimer auprès de Mr Stone. Le lendemain, Mortimer se rend chez Sarah Summertown pour la première fois depuis bien des années. Après s'être raconté leurs vies, Sarah accepte d'aider Mortimer à la condition qu'elle l'accompagne dans son aventure, et plus tard, Nastasia impose à son tour sa présence au professeur.
À l'aéroport de Londres, Mortimer, Sarah et Nastasia embarquent pour Nairobi sous la surveillance du mystérieux homme. Dans l'avion, Sarah leur parle d'artéfacts gravés des mêmes signes énigmatiques retrouvés aux quatre coins du monde, ce qui pourrait indiquer l'existence d'une civilisation au moment du continent unique de Gondwana. À Londres, le mystérieux homme s'introduit dans le domicile de Blake pendant la nuit et menace le capitaine d'un pistolet. Il lui demande juste d'écouter ce qu'il a à dire et lui donne son arme en gage de bonne foi. Le lendemain, Blake reprend l'avion et se rend en Antarctique avec le professeur Labrousse pour prendre livraison d'une mystérieuse cargaison. Pendant ce temps, le mystérieux homme se voit remettre un passeport, un billet d'avion pour Nairobi et de l'argent liquide par David Honeychurch, qui a reçu des instructions de son supérieur Blake. Arrivé à destination, il s'installe dans le même hôtel que Mortimer et ses deux amies, et se révèle être le colonel Olrik déguisé. De leur côté, Mortimer, Sarah et Nastasia sont à l'hôpital pour rendre visite au délirant Pr Heidegang. Mortimer parvient à établir un contact avec Heidegang en parlant allemand et apprend que les gardiens du Gondwana exigent qu'on leur rende la bague.
Les trois amis prennent un avion pour Arusha, accompagnés d'Olrik déguisé qui a réussi à se faire inviter par Nastasia. Ils y retrouvent leur guide Bombo, avec qui ils partent dès le lendemain en voiture tout-terrain pour le cratère du Ngorongoro. Pendant ce temps, Olrik vient en aide à Uru, un jeune maasaï au marché, ce qui l'amène à tomber dans un guet-apens. Mais il est reconnu par Razul le Bezendjas, son ancien homme de main, qu'il convainc de faire de nouveau équipe pour se partager les richesses de la civilisation perdue du Gondwana. Avec le dirigeable de Youssef, un autre ancien complice d'Olrik, les trois criminels peuvent suivre sans être vus la voiture transportant Mortimer, Sarah, Nastasia, Bombo et Uru. Lors de la traversée d'une rivière, Nastasia tombe à l'eau et est emportée par le courant jusqu'à une berge en aval où elle se retrouve face à un lion. Mais le jeune Uru qui l'a suivi engage la lutte et finit par le tuer avant de succomber à ses blessures. La jeune femme fait maintenant face à une meute de lycaons et se voit sauvée par des coups de feu tirés depuis un dirigeable où elle reconnait sans vouloir y croire le colonel Olrik. Mortimer, Sarah et Bombo arrivent enfin auprès de Nastasia après avoir échappé à la charge d'un troupeau d'éléphants et au renversement de leur voiture. Le soir même, ils assistent aux funérailles d'Uru dans son village.
Le lendemain, Mortimer, Sarah, Nastasia et Bombo arrivent au cratère du Ngorongoro et plongent dans le lac pour trouver l'entrée secrète, sans savoir qu'Olrik et Razul sont juste derrière eux. Les quatre aventuriers entrent dans le sanctuaire où ils sont rapidement encerclés par les gardiens menaçant, uniquement protégés par la bague. Un disque translucide se faisant appeler la Vie leur indique qu'ils se trouvent dans le Sanctuaire de la Vie puis les invite à s'avancer pour le découvrir. Ils se retrouvent dans une immense salle avec une machine extraordinaire et la Vie leur explique : il y a plus de 300 millions d'années, une civilisation s'est développée tout comme la leur, mais devant les tensions engendrées par des injustices grandissantes, des scientifiques créèrent une couveuse chargée d'engendrer de nouveaux individus si l'humanité était amenée à disparaitre, ce qui finit par arriver. Olrik et Razul apparaissent et menacent Mortimer, Sarah, Nastasia et Bombo de leurs armes. Olrik fait une révélation étonnante : depuis leur expérience des sarcophages d'Açoka, le corps de Mortimer est contrôlé par l'esprit d'Olrik tandis que l'esprit du professeur est coincé dans le corps du criminel ! Cette révélation entraine la confusion parmi les protagonistes qui ne savent plus qui croire et se menacent les uns les autres. Devant ce spectacle affligeant, la Vie décide de les renvoyer à l'extérieur en leur ayant effacé la mémoire au préalable afin de protéger la couveuse.
Sur les berges du lac, Olrik (dans le corps de Mortimer) est arrêté par le capitaine Blake que Mortimer (dans le corps d'Olrik) avait convaincu de sa bonne foi à Londres. Ils montent tous à bord de l'hydravion de Lord Archibald Mac Auchentoshan, un milliardaire protecteur de la nature, qui transporte les sarcophages d'Açoka retrouvés par le professeur Labrousse dans les ruines de la base antarctique indienne. Mortimer regagne ainsi son propre corps et le prouve grâce à son écriture (qui est liée à l'esprit et non au corps). Puis, les sarcophages sont jetés à la mer pour ne plus jamais être retrouvés.

## Lieux et personnages

### Personnages
Le Sanctuaire de Gondwana met en scène les trois personnages principaux de la série : les deux héros, le capitaine Francis Blake et le professeur Philip Mortimer, et le principal antagoniste, le colonel Olrik. En tant que suite des Sarcophages du 6e continent, quelques personnages font leur retour : le professeur Labrousse, météorologue français, les commandants Duchassy et Byrd, respectivement commandants des bases antarctiques française et britannique, et Lord Archibald Mac Auchentoshan, milliardaire protecteur de la nature. De plus, l'aventure fait également intervenir plusieurs personnages récurrents de la série : Nastasia Wardynska, scientifique russe au CSIR, James, majordome du Centaur Club, Leslie Macomber, rédacteur en chef du Daily Mail, Mr Stone, archiviste du Daily Mail, Mrs Benson, logeuse de Blake et Mortimer, Sarah Summertown, écrivain et archéologue amateur, David Honeychurch, adjoint de Blake au MI5, Razul le Bezendjas, homme de main d'Olrik, et Youssef Khadem, antiquaire complice de Razul.
- Professeur Ulrich Heidegang : archéologue de l'université de Munich
- Jomo et Kyu : guides du Pr Heidegang
- Hommes-Lycaons : gardiens du sanctuaire de la Vie
- Philip Mortimer : physicien britannique
- Nastasia Wardynska : scientifique russe au CSIR
- Docteur Mark Lévy : médecin du Pr Mortimer
- James : majordome du Centaur Club
- Capitaine Francis Blake : chef du MI5
- Leslie Macomber : rédacteur en chef du Daily Mail
- Mr Stone : archiviste du Daily Mail
- Mrs Benson : logeuse de Blake et Mortimer
- George Liver/Matthew Bowler : homme énigmatique
- Sarah Summertown : écrivain et archéologue amateur
- Elizabeth McKenzie : fille de celle-ci et qui sera protagoniste du Testament de William S. fait une courte apparition. Elle aide le professeur à prendre son car.
- David Honeychurch : adjoint de Blake au MI5
- Professeur Labrousse : météorologue français
- Commandant Duchassy : commandant de la base antarctique française d'Europôle
- Commandant Byrd : commandant de la base antarctique britannique de Halley
- Professeur Louis Leaky : paléontologue, ami de Summertown
- Colonel Olrik : méchant
- Docteur de l'hôpital de Nairobi
- Bombo : guide au Tanganyika
- Tubu : jeune garçon, complice de Razul
- Razul le Bezendjas : ancien homme de main d'Olrik
- Youssef Khadem : antiquaire, complice de Razul et d'Olrik
- Uru : orphelin maasaï, aide de Bombo
- La Vie
- Lord Archibald Mac Auchentoshan : milliardaire, protecteur de la nature

### Lieux
L'aventure se déroule majoritairement en Afrique, plus particulièrement au Tanganyika — actuelle Tanzanie —, mais aussi à Londres au Royaume-Uni. Elle passe rapidement par l'Antarctique et par Nairobi au Kenya.
- Tanganyika (actuelle Tanzanie)
  - Cratère du Ngorongoro
  - Arusha
  - Sanctuaire de la Vie
- Londres (Royaume-Uni)
  - Centaur Club
  - Siège du Daily Mail sur Fleet Street
  - Domicile de Blake et Mortimer au 99 bis Park Lane
  - Aéroport de Londres
- Nairobi (Kenya)
  - Aéroport de Nairobi
  - Hôtel Moshi
  - Hôpital
- Antarctique
  - Base française d'Europôle

Sélection de lieux présents dans l'aventure
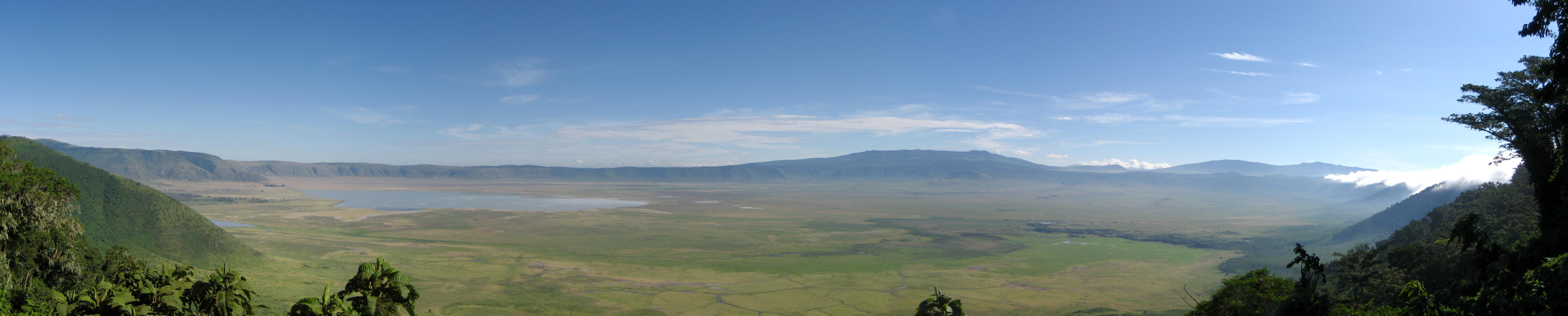
Cratère du Ngorongoro.
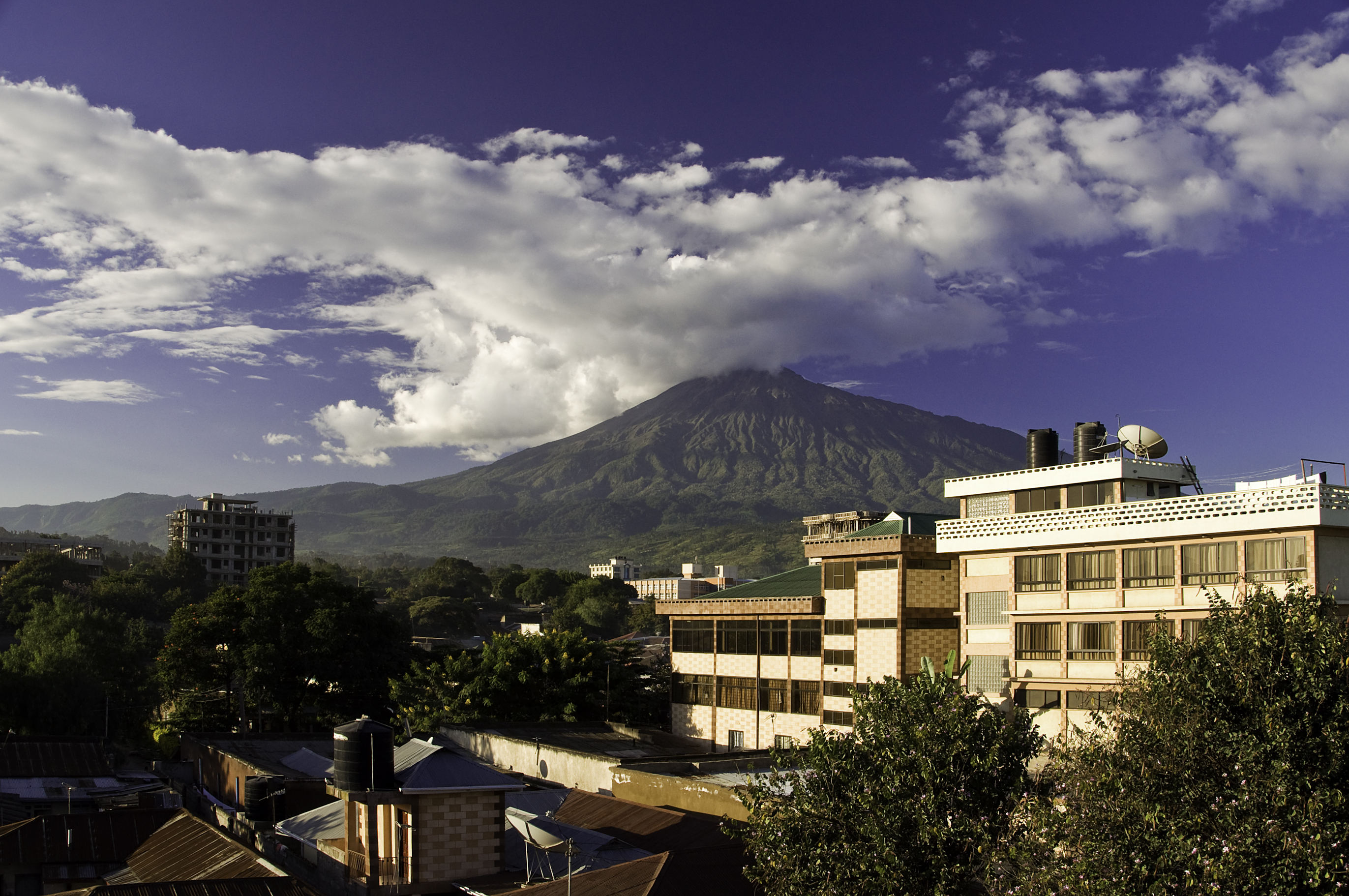
Ville d'Arusha au pied du mont Méru.

## Analyse

### Scénario
Le Sanctuaire du Gondwana est la suite directe des Sarcophages du 6e continent. Les auteurs font revenir quelques personnages (le professeur Labrousse, Lord Archibald Mac Auchentoshan, les commandants Duchassy et Byrd) et certains éléments (sarcophages d'Açoka).
Une partie de l'histoire s'appuie sur le modèle scientifique de la tectonique des plaques, constitué à partir du concept de dérive des continents développé par Alfred Wegener au début du XXe siècle. 
Cependant, il est improbable de voir les protagonistes admettre sans sourciller ce modèle en 1958 — date de l'action — alors qu'il ne sera adopté par la communauté scientifique que dix ans plus tard, à la fin des années 1960. Le Gondwana n'est pas un continent unique mais l'un des deux supercontinents avec le Laurasia à s'être formé à partir de la Pangée. L'existence d'une civilisation florissante il y a 300 millions d'années, en période de glaciation, sur le continent du Gondwana, proche du pôle Sud, parait peu probable[Interprétation personnelle ?].

## Publications

### En français
Le Sanctuaire du Gondwana est pré-publié dans le quotidien belge La Dernière Heure/Les Sports à partir du 16 janvier 2008.
Le 28 mars 2008, les Éditions Blake et Mortimer publient l'histoire en album.
En mars 2008, les Éditions Blake et Mortimer publient une intégrale réunissant les deux tomes des Sarcophages du 6e continent et Le Sanctuaire du Gondwana en un seul album à l'italienne intitulé Les Sarcophages d'Açoka. Il est accompagné par un cahier numéroté sur l'Exposition universelle de 1958.

### Traductions
L'aventure a été traduite dans plusieurs langues.
- Allemand : Das Heiligtum von Gondwana, publié aux éditions Carlsen Comics[6] ;
- Anglais : The Gondwana Shrine, publié aux éditions Cinebook[7] ;
- Danois : Gondwanas helligdom, publié aux éditions Carlsen Comics[8] ;
- Espagnol : Santuario de Gondwana, publié aux éditions Norma Editorial[9] ;
- Italien : Il Santuario di Gondwana, publié aux éditions Alessandro Editore[10] ;
- Néerlandais : Het heiligdom van Gondwana, publié aux éditions Blake et Mortimer[11] ;
- Portugais : O Santuário de Gondwana.

## Accueil et postérité
Sur SensCritique, l'album est noté 5,7/10 sur une base d'environ 506 votes d'internautes. Sur Babelio, il obtient une note moyenne de 3,3/5 basée sur une centaine de notes.